# Мацієвський Ігор Ярославович
Ігор Ярославович Мацієвський (нар. 28 березня 1963, Львів) — український майстер художнього скла. Лауреат Львівської обласної мистецької премії імені Зеновія Флінти (2013). Член Львівської обласної організації НСХУ від 1998 року. Син Ярослава Мацієвського.

## Життєпис
Народився 28 березня 1963 року у Львові в родині Ярослава Мацієвського.
1985 року закінчив відділення художнього скла Львівського державного інституту прикладного та декоративного мистецтва. Викладачі за фахом — Я. Мацієвський, Б. Галицький, С. Мартинюк. 
У 1985—1987 роках проходив службу в армії. Від 1987 року працював у Львові: спочатку гравірувальником на Львівському виробничому об'єднанні «Райдуга», у 1987—2006 роках — майстром-склодувом на Львівській експериментальній кераміко-скульптурній фабриці.
У 2010 році обраний головою секції художнього скла Львівської обласної організації НСХУ. Також член Всеукраїнського виставкому декоративно-прикладного мистецтва.
Від 1983 року учасник обласних, всеукраїнських, міжнародних мистецьких виставок і симпозіумів. Персональні виставки проходили у Львові (1999), Києві (2000), Ольштині (Польща, 2008).
Нині Ігор Мацієвський працює майстром виробничого навчання кафедри художнього скла Львівської національної академії мистецтв.

## Роботи
Створює скульптури, пластику, анімалістику, декоративно-ужитковий посуд. Для творчості Ігоря Мацієвського характерна емоційно трактована фігуративна склопластика, що втілює вічну тему краси жіночого тіла. В архаїчних торсах Праматері сконцентровано життєдайну силу; гранично узагальнені динам. скульптурні композиції подано в стрімкому русі. Автор використовує гутну техніку із застосуванням гальванопластики, серед них:
- 1987 — «Крізь темряву віків»;
- 1989 — «Відлига»;
- 1995 — «Порив»;
- 1996 — «Леді»[6];
- 1998 — «Спрагле тіло», «Палкі серця»[6];
- 1999 — «Мрійник», «Спокуса», «Мати»[6];
- 2001 — «Наречена»;
- 2002 — «Танок»;
- 2004 — «Бик»;
- 2008 — «Спрага»;
- 2009 — «Капелюшок», «Жіночність»;
- 2010 — «Вічний кумир»;
- 2011 — «+ весна»;
- 2012 — «Весняна рапсодія»;
- 2013 — «На камені ноги мию», «Львівська панянка», «Світанок»;
- 2014 — «Міс чарівність»;
- 2015 — «Всесвіт»;
- 2016 — «Шалена юність»;
- 2019 — «Непереможна воля до перемоги».

Деякі роботи зберігаються у приватних та музейних колекціях в Україні, зокрема, у Національному музеї українського народного декоративного мистецтва у Києві та Національному музеї у Львові, та за кордоном, зокрема у США, Канаді, Німеччині, Австралії, Польщі, Росії, Аргентині, Іспанії.

## Нагороди
Діяльність мистця відзначена дипломами, почесними грамотами, подяками, зокрема, у 2013 році став лауреатом Львівської обласної мистецької премії імені Зеновія Флінти.